# 独松关
独松关位于浙江省安吉县独松岭，杭宣古道上，是南宋都城临安（今杭州）抵御北方敌兵的重要关隘。独松关始建于宋建炎年间，南北向开门，中有类似瓮城的天井。门洞尚存门臼、内部发券等结构，北侧门洞形似壸门。2006年5月25日，独松关与杭宣古道以“独松关和古驿道”的名义列入第六批全国重点文物保护单位。